# Idioma protoálgico
El protoálgico (se abrevia PAc) es la protolengua de las lenguas álgicas. Se estima que se habló hace unos 7.000 años en algún lugar del noroeste de Estados Unidos, probablemente cerca de la meseta de Columbia .      Es un ejemplo de una protolengua de segundo nivel, eso es, una protolengua cuya reconstrucción depende de otra protolengua, en este caso el protoalgonquino.  Su principal investigador y reconstructor fue Paul Proulx . 

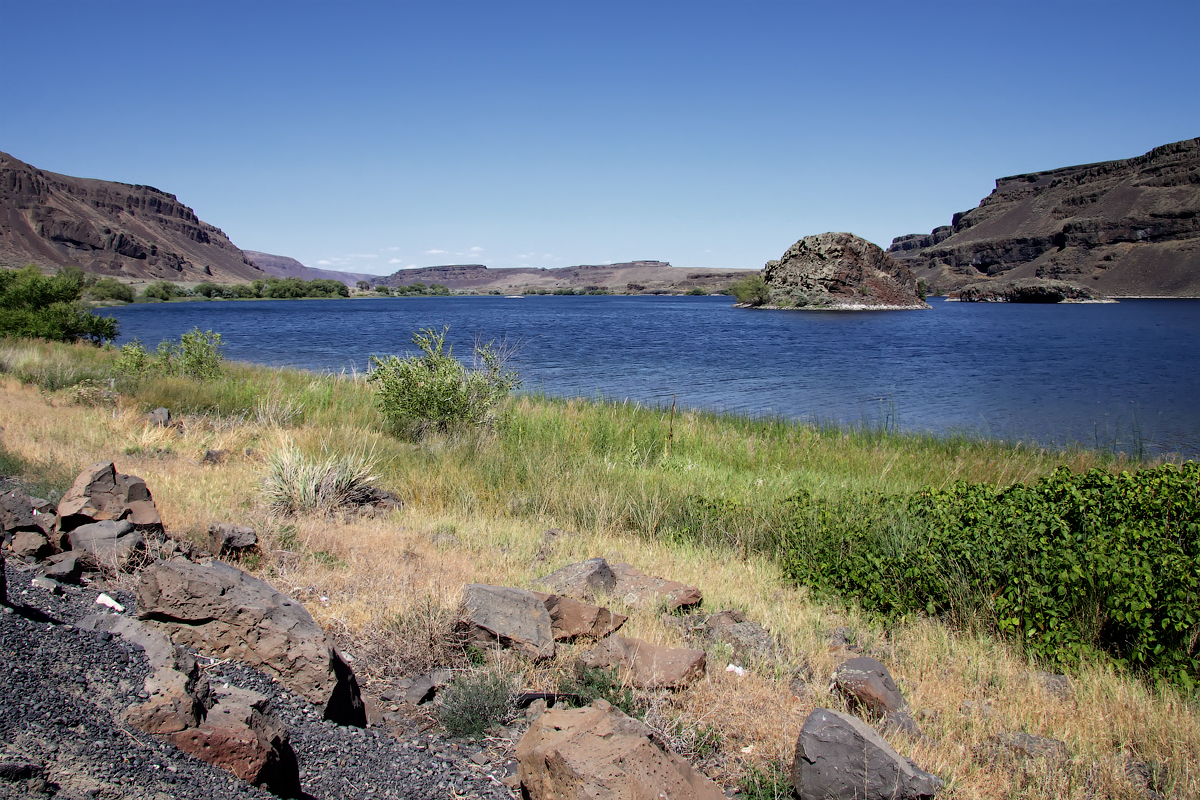
La meseta de Columbia, el origen de protoálgica

## Vocales
Protoálgica tenía cuatro vocales básicas, que podían ser largas o cortas:
largo: *i·, *e·, *a·, *o·
corto: *i, *e, *a, *o

## Consonantes
Protoálgica se cree tenía estas consonantes:
|           |             | Bilabial | Alveolar  | Alveolar | Palatal   | Velar  | Velar       | Glotal |
|           |             | Bilabial | central   | lateral  | Palatal   | normal | labializado | Glotal |
| --------- | ----------- | -------- | --------- | -------- | --------- | ------ | ----------- | ------ |
| Oclusiva  | normal      | *p       | *t        |          |           | * k    | *kʷ         | *ʔ     |
| Oclusiva  | aspirado    | *pʰ      | *tʰ       |          |           | *kʰ    | *kʷʰ        |        |
| Oclusiva  | glotalizado | *pʼ      | *t'       |          |           | *k'    | *kʼʷ        |        |
| Africada  | normal      |          | *c /t͡s/   |          | *č /t͡ʃ/   |        |             |        |
| Africada  | aspirado    |          | *cʰ /t͡sʰ/ |          | *čʰ /t͡ʃʰ/ |        |             |        |
| Africada  | glotalizado |          | *cʼ /t͡sʼ/ |          | *čʼ /t͡ʃʼ/ |        |             |        |
| Fricativa | Fricativa   |          | *s        | *ɬ 1     | *š /ʃ/    |        |             | *h     |
| Nasal     | normal      | *m       | *n        |          |           |        |             |        |
| Nasal     | glotalizado | *mʼ      | *nʼ       |          |           |        |             |        |
| Líquida   | normal      |          | *r        | *l       |           |        |             |        |
| Líquida   | glotalizado |          | *r'       | *l'      |           |        |             |        |
| Semivocal | normal      |          |           |          | *y /j/    |        | *w          |        |
| Semivocal | glotalizado |          |           |          | *y' /j'/  |        | *w'         |        |

1 La identidad de esta consonante no es segura; en protoalgonquino, a veces se reconstruye como *θ /θ/.
Se desconoce si *č /tʃ/ fue un fonema independiente o un alófono de *c y/o *t en protoálgica. En 1992, Paul Proulx teorizó que protoálgica poseía *gʷ, que se convirtió en *w en proto-algonquino y g en wiyot y yurok.
También, todas las oclusivas y africadas tienen contrapartes aspiradas y todas las consonantes, excepto las fricativas, tienen glotalizadas. El protoalgonquino redujo significativamente este sistema por eliminar todos los fonemas glotalizados y aspirados. 